# شلون (قماش)
الشَلُّون هو قماش صوفي صرجي ناعم، كان يستخدم سابقاً لتبطين الملابس؛ وللتطبيقات المتخصصة مثل ربطات الشعر المستعار، وللاستخدامات العسكرية مثل فصل الحشوة الدافعة عن القذيفة ولربط أكياس البارود الكبيرة بقطع المدفعية الأكبر حجماً، وخاصة المدفعية البحرية والمدفعية الساحلية.